# تنشو: شادو أساسنز
تنشو: شادو أساسنز (بالإنجليزية: Tenchu: Shadow Assassins)‏ ، هي لعبة فيديو من نوع تسلل وأكشن مغامرات، أنتجت عام 2008م باليابان، وعام 2009 في أوروبا وبقية بلدان العالم، وتعمل بنظامي وي نينتندو وبلاي ستيشن بورتيبل.

## وصلة خارجية
لعبة تنشو: شادو أساسنز في موقع موبي جيمز